# Nazareth
Nazareth je skotská hard rocková skupina, založená v roce 1968 v Dunfermline. Skupina si získala širokou popularitu v Kanadě, Spojeném království a v několika dalších evropských zemích již od počátku 70. let. Mezinárodní úspěch se výrazně rozšířil v roce 1975 s albem Hair of the Dog, které obsahovalo stejnojmenný hit „Hair of the Dog“ a také cover verzi balady „Love Hurts“. Skupina nahrává a koncertuje po celém světě již více než 50 let.

## Historie

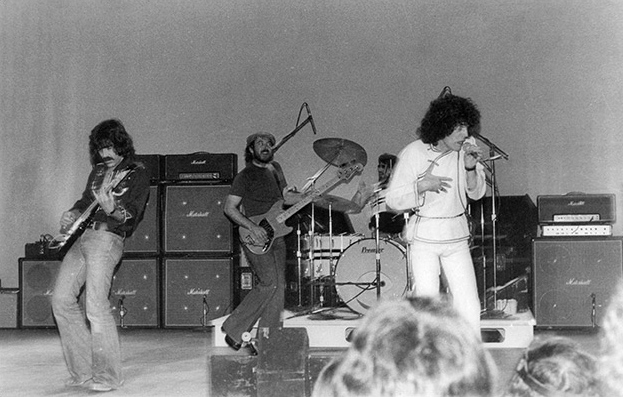
Nazareth v březnu 1976

Skupina byla založena ve městě Dunfermline ze zbytků polo-profesionální místní kapely The Shadettes (původně Mark V a The Red Hawks) zpěvákem Danem McCaffertym, kytaristou Mannym Charltonem, basákem Petem Agnewem a bubeníkem Darrellem Sweetem. Jméno získali ze skladby „The Weight“ od skupiny The Band („I pulled into Nazareth/Was feelin' half past dead…“). V roce 1970 se skupina přesunula do Londýna, kde roku 1971 vydala své první, stejnojmenné album.
Po získání nějaké té pozornosti díky albu Exercises z roku 1972, Nazareth vydali album Razamanaz na začátku roku 1973. Skladby jako „Broken Down Angel“ a „Bad Bad Boy“ se umístily v britském žebříčku Top 10 list. Poté následovalo album Loud 'N' Proud na konci roku 1973, které obsahovalo hit „This Flight Tonight“, původně od Joni Mitchell. Roku 1974 vydali album Rampant, které bylo neméně úspěšné, třebaže neobsahovalo žádný singl. Další skladba (neobjevuje se na žádném albu), opět coververze, tentokrát skladby „My White Bicycle“, se na začátku roku 1975 umístila v UK Top 20.
Album Hair of the Dog bylo vydáno roku 1975. Americké vydání alba obsahuje skladbu Love Hurts, původně od The Everly Brothers a také nahranou Royem Orbisonem. Tato skladba byla ve Spojeném království a USA vydána jako singl. V USA byla oceněna jako platinová. Je to jediná skladba od Nazareth, která se umístila v americkém Top Ten. Titulní skladba alba s totožným názvem (nesprávně známá také jako „Now You're Messing With a Son of a Bitch“) se stala základem rockových rádií 70. let a objevila se také na albu The Spaghetti Incident od Guns N' Roses. Traduje se, že zpěvák GNR Axl Rose začal používat svůj pověstný ječák poté, co ho jeho kytarista Izzy Stradlin slyšel zpívat ve sprše vysoko položeným hlasem právě „Hair of the Dog“.[zdroj?] Tento styl zpěvu Izzyho údajně zaujal natolik, že Axlovi doporučil ho používat i při vystoupeních s kapelou.
V roce 2013 ze skupiny kvůli zdravotním potížím odešel původní zpěvák Dan McCafferty. V únoru 2014 jej nahradil Linton Osborne. V prosinci 2014 byla kapela kvůli Osbornově nemoci nucena zrušit několik koncertů a odložit turné po Spojeném království. 16. ledna 2015 Osborne na svém Facebooku oznámil odchod z Nazareth. 16. února 2015 skupina představuje novou posilu, kterou je jedinečný zpěvák Carl Sentance.

## Členové
| Současní - Pete Agnew - basová kytara, doprovodný zpěv (1968–současnost) - Jimmy Murrison - kytara (1994–současnost) - Lee Agnew - bicí, doprovodný zpěv (1999–současnost) - Carl Sentance - hlavní vokály (2015–současnost) | Bývalí - Dan McCafferty - hlavní vokály (1968-2013; úmrtí v 2022) - Darrell Sweet - bicí, občasný doprovodný zpěv (1968–1999; úmrtí v 1999) - Manny Charlton - kytara (1968–1990; úmrtí 2022) - Zal Cleminson - kytara (1978–1980) - Billy Rankin - kytara (1980–1983, 1990–1994) - John Locke - klávesy (1980–1982; úmrtí v 2006) - Ronnie Leahy - klávesy (1994–2002) - Linton Osborne - hlavní vokály (2014–2015) |

Časová osa

## Diskografie
- Nazareth (1971)
- BBC Radio 1 Live in Concert (1972)
- Exercises (1972)
- Razamanaz (1973) #157 US
- Loud 'N' Proud (1973) #150 US
- Rampant (1974) #157 US
- Hair of the Dog (1975) #17 US
- Greatest Hits (1975)
- Close Enough for Rock 'N' Roll (1976) #24 US
- Hot Tracks (1976) #120 US
- Play 'N' the Game (1976) #75 US
- Expect No Mercy (1977) #82 US
- No Mean City (1979) #88 US
- Malice in Wonderland (1980) #87 US
- The Fool Circle (1981) #70 US
- Snaz (1981) #83 US
- 2XS (1982) #122 US
- Sound Elixir (1983)
- The Catch (1984)
- Cinema (1986)
- Snakes 'N' Ladders (1989)
- No Jive (1991)
- From the Vaults (1993) (kompilace)
- Move Me (1994)
- Boogaloo (1998)
- Greatest Hits Volume II (1998) (kompilace)
- Live at the Beeb (live) (1998)
- Homecoming (live) (2001)
- Alive and Kicking (2003)
- Maximum XS (2003)
- The Newz (2008)
- Big Dogz (2011)
- Rock ‘n’ Roll Telephone (2014)
- Tattooed on My Brain (2018)
- Surviving the Law (2022)